# Tullio Brigida
Tullio Brigida (Civitavecchia, 1956) è un assassino italiano.

## Biografia
Pluriomicida, condannato all'ergastolo per aver ucciso i suoi tre figli Laura, Armandino e Luciana di 13, 8 e 3 anni. In appello fu difeso dal penalista Fabrizio Gallo, contro il quale si scagliò aggredendolo in udienza e rimanendo solo con un difensore di ufficio che non conosceva il processo.
Il fatto avvenne a Civitavecchia, dove risiedeva Tullio Brigida, il 4 gennaio 1994. Il padre, dopo aver somministrato dei sonniferi ai figli, li chiuse in automobile asfissiandoli con il monossido di carbonio proveniente dal tubo di scappamento.
Seppellì i corpi nelle campagne di Cerveteri, dove furono più tardi ritrovati il 20 aprile 1995 dopo lunghe e complicate ricerche coordinate dal PM Italo Ormanni.
La motivazione accertata fu quella di vendicarsi nei confronti della ex moglie Stefania Adami, con cui aveva avuto vari scontri a volte sfociati in episodi di violenza.
Sulla sua vicenda è stata scritta una tragedia per il teatro in forma di monologo dal titolo Ciò esula scritta da Ludovica Ripa di Meana.